# ピップ・パイル
ピップ・パイル（Pip Pyle、1950年4月4日 -  2006年8月28日）は、後にフランスに居住した、イギリス・ハートフォードシャー州のソーブリッジワース出身のドラマー。プログレッシブ・ロックのカンタベリー・ロックにカテゴライズされるバンド、ゴング、ハットフィールド・アンド・ザ・ノース、ナショナル・ヘルスにおける活動で最もよく知られている。

## 略歴
パイルは、幼稚園からの友人であるフィル・ミラーと、その兄弟であるスティーヴと共にブルーノズ・ブルース・バンド（Bruno's Blues Band）結成に加わった。そしてバンドは急速に進化し、デリヴァリーというバンドに発展した。しかし、パイルはシンガーのキャロル・グライムスと仲違いし、1970年にバンドを去った。彼は一時的にブルース・バンドであるチキン・シャックに加入し、スティーヴ・ヒレッジのバンド、カーンで演奏した。
1971年、ドラマーのロバート・ワイアットがパイルに、デヴィッド・アレンのソロ・アルバム『バナナ・ムーン』の1曲で自分の代わりに演奏するように依頼した。これをきっかけに、パイルはアレンのバンド、ゴングに加入した。パイルは8ヶ月間、バンドにいる間、アルバム『カマンベール・エレクトリック』と『コンチネンタル・サーカス』の両作で演奏した。パイルはローリー・アランと交代したが、1990年代に再度、ゴングに参加している。
1972年、パイルは、ポール・ジョーンズ（マンフレッド・マンのシンガー）やイギリスの歌手、ブリジット・セント・ジョンと仕事した後、1972年にハットフィールド・アンド・ザ・ノースをミラー兄弟と一緒に結成した。最終的にラインナップは、パイル、フィル・ミラー、リチャード・シンクレア、そしてキーボード奏者のデイヴ・スチュワートとなった。1974年にアルバム『ハットフィールド＆ザ・ノース』がリリースされ、翌年にはセカンド・アルバム『ザ・ロッターズ・クラブ』がリリースされた。ドラミングと同様に、パイルはバンドのために歌詞を数多く書いた。
ハットフィールド・アンド・ザ・ノースに続いて、パイルは、ミラー、スチュワートと共にナショナル・ヘルスに加わった。また、ヒュー・ホッパー、エルトン・ディーン、アラン・ゴーウェンと一緒にソフト・ヒープを含む他のプロジェクトにも参加した。さらに、スチュワートが関わったテレビ・シリーズ「The Young Ones」からのスピンオフであるニールの『カンタベリー・パーティ』（1984年）にも参加した。
1984年に、パイルはソフィア・ドマンシッチと出会い、2人は何年もの間、関係を持っていた。パイルはドマンシッチを含む彼自身のバンド、ピップ・パイルズ・エキップ・アウトを始動した。このバンドはアルバム『エキップ・アウト』『Up!』『インスタンツ』をリリースした。1998年には、ソロ・アルバム『セヴン・イヤー・イッチ』をリリースした。アルバムにはゲストとして、ミラー、シンクレア、スチュワート、ディーン（サクセロ）、ホッパー（ベース）、ジャッコ・ジャクジク、バーバラ・ガスキン、ジョン・グリーヴス（ボーカル）、フランソワ・オヴィド、フレッド・ベイカー（ベース）、ポール・ロジャース（ダブル・ベース）、リディア・ドマンシッチ（ピアノ、ソフィアの姉妹）、ディディエ・マレルブ（アルト・サックス）を迎えた。パイルはまた、1982年から2001年にかけてミラーのバンド、イン・カフーツで演奏し、『カッティング・ボース・ウェイズ』『スプリット・セカンズ』『ライヴ 1986-1989』『ライヴ・イン・ジャパン』『リーセント・ディスカバリーズ』『パラレル』『アウト・オブ・ザ・ブルー』の各アルバムに登場している。
彼の最後のプロジェクトは、フランス人ギタリストのパトリス・メイヤー、ベースのフレッド・ベイカーと、キーボードのアレックス・マグワイアと組んだ自身のグループ、ピップ・パイルズ・バッシュ（Bash!）であり、また、ハットフィールド・アンド・ザ・ノースの再結成であった（マグワイアと共演）。ピップ・パイルズ・バッシュはライブ・アルバム『Belle Illusion』（キュニフォーム・レコード）をリリースしたが、合計5本のライブ・ショー（カンタベリーのフェスティバルであるProgman Comethを含む）でしか演奏しなかったため、会場から興味を引くのは困難であった。
2005年に、パイルはフィル・ミラー、リチャード・シンクレアと共にハットフィールド・アンド・ザ・ノースの再結成に参加した。キーボードはアレックス・マグワイアが担当。1月29日、ウィスタブルのホースブリッジ・アーツ・センターで行ったギグでは、パイルがリチャード・シンクレアのバンドといくつかの懐かしいナンバー（「Above And Below」「Share It」「Halfway Between Heaven And Earth」「Didn't Matter Anyway」）を奏で、15年ぶりにメンバー3人が再会した。勢いづくハットフィールド・アンド・ザ・ノースは、2005年3月18日にロンドンのミーン・フィドラーで公式にライブ・デビューを果たし、6月には短いヨーロッパ・ツアーを続けた。2005年から2006年にかけては、日本、メキシコ、アメリカ、ヨーロッパでの日程を含む、より多くのワールド・ツアーが続いた。2006年8月26日、パイルは、オランダのフィーワード（フローニンゲン）で最後のライブを行った。
彼は2006年8月28日にパリで亡くなった。

## バンド年表
- 1966年 - 1971年 デリヴァリー (Delivery)
- 1971年 - 1971年 ゴング (Gong)
- 1972年 - 1975年 ハットフィールド・アンド・ザ・ノース (Hatfield and the North)
- 1975年 - 1976年 ウェイトウォッチャーズ (The Weightwatchers) ※with エルトン・ディーン、キース・ティペット
- 1977年 - 1983年 ナショナル・ヘルス (National Health)
- 1977年 - 1988年 ソフト・ヒープ (Soft Heap)
- 1980年 - 1981年 ラピッド・アイ・ムーヴメント (Rapid Eye Movement)
- 1982年 - 2002年 イン・カフーツ (In Cahoots)
- 1984年 - 1995年 ピップ・パイルズ・エキップ・アウト (Pip Pyle's Equip'Out)
- 1990年 - 1996年 ゴング (Gong) ※再結成
- 1991年 - 1996年 ショート・ウェーヴ (Short Wave)
- 1998年 - 2006年 アブソリュート・ゼロ (Absolute Zero)
- 2002年 - 2006年 ピップ・パイルズ・バッシュ (Pip Pyle's Bash!)
- 2005年 - 2006年 ハットフィールド・アンド・ザ・ノース (Hatfield and the North) ※再結成

## ディスコグラフィ

### ソロ・アルバム
- 『エキップ・アウト』 - L'Équipe Out (1986年) ※ピップ・パイルズ・エキップ・アウト名義
- Up! (1991年) ※ピップ・パイルズ・エキップ・アウト名義
- 『セヴン・イヤー・イッチ』 - 7 Year Itch (1998年)
- Belle Illusion (2004年) ※ピップ・パイルズ・バッシュ名義
- 『インスタンツ』 - Instants (2004年) ※ピップ・パイルズ・エキップ・アウト名義